# Choelien
Choelien (Hebreeuws: חולין, letterlijk ongewijde zaken) is het derde traktaat (masechet) van de Orde Kodasjiem (Seder Kodasjiem) van de Misjna en de Talmoed.
Het 12 hoofdstukken tellende traktaat behandelt het ritueel slachten, de ziekten en gebreken die een dier voor het gebruik ongeoorloofd maken en andere spijswetten. De titel "ongewijde zaken" duidt op het feit dat het hier gaat om vlees voor de dagelijkse consumptie en niet over dierenoffers in de Tempel, zoals in het traktaat Zevachiem.
Het traktaat Choelien kent alleen Gemara (rabbijns commentaar) in de Babylonische Talmoed.